# Конструкционни стомани
Конструкционните стомани са категория стомани, използвани за производство на строителни и/или машиностроителни детайли в различни форми. Много конструкционни стомани са под формата на греди или пръти, които представляват профил с определено напречно сечение. Конструкционните стомани имат регулирана форма, размери, химичен състав и механични свойства, като например якост, жилавост и др. Регулацията става посредством стандарти, например БДС EN10025 (Горещовалцувани продукти от конструкционни стомани, части 1-6).
Повечето конструкционни стомани имат характерни напречни сечения със специфични свойства. Например двойно Т-образното сечение се съпротивлява много добре на огъване и позволява гредата да понесе голям товар при минимум вложен материал и с минимални деформации.